# Brisbane Lions
Brisbane Lions, es un equipo de fútbol australiano profesional, que juega en la Australian Football League. Su sede se encuentra en la ciudad de Brisbane, situada en Queensland, y juega en The Gabba.
Este club surge en 1996 a partir de la absorción de Fitzroy Lions por parte de los Brisbane Bears. El equipo ha aparecido en cuatro finales consecutivas desde 2001 hasta 2004, y ganó tres de ellas.

## Historia
En 1996 varios equipos de la AFL atravesaban serias dificultades económicas. Fitzroy Lions de Melbourne, una de las franquicias históricas del campeonato, llevaba varias temporadas pasando por problemas financieros y deportivos, y trató de fusionarse con otros clubes a lo largo de la década. La organización de la liga aceptó finalmente una propuesta de fusión por absorción en 1996, por la que Fitzroy desaparecía para ser absorbido por los Brisbane Bears de Queensland. El nuevo equipo se llamaría Brisbane Lions y adoptaría el clásico león y colores de Fitzroy.
Brisbane contaba antes de la fusión con una plantilla competitiva, y los refuerzos procedentes de Fitzroy sirvieron para que el club conformara un buen plantel. Su temporada de debut fue en 1997 y lograron clasificarse para las fases finales, pero en el año siguiente terminaron en última posición.
Sin embargo, varios fichajes propiciaron que los Lions recuperaran las posiciones más altas del campeonato. En 2001 Brisbane ganó su primer campeonato al derrotar a Essendon en la final por 108-82. La ciudad de Brisbane volvería a revalidar el campeonato en 2002 y 2003, ambos ante Collingwood. Aunque en 2004 el equipo llegó a la final, perdió ante Port Adelaide Power. Desde entonces el equipo trata de volver a conseguir el título de liga; aunque han logrado su clasificación para el playoff por el campeonato en varias ocasiones, no han podido regresar a una final desde 2004.

## Estadio
Brisbane Lions disputa sus partidos en el estadio The Gabba, también conocido como Brisbane Cricket Ground, con capacidad para 42.000 personas.
Además de Brisbane, el equipo juega ciertos partidos en el suburbio de Fitzroy (Melbourne), para evitar romper sus lazos con la antigua localía de los Lions y sus seguidores.

## Canción del club
| Original en inglés | Traducción en española |
| --- | ---------------------- |
| We are the pride of Brisbane Town, We wear maroon, blue and gold. We will always fight for victory, Like Fitzroy and Bears of old. All for one and one for all, We'll answer to the call. We're the Lions, the Brisbane Lions, We'll kick the winning score You'll hear our mighty roar! |                        |

## Palmarés
- Australian Football League: 3 (2001, 2002 y 2003)